# Cephalodella speciosa
Cephalodella speciosa is een raderdiertjessoort uit de familie Notommatidae. De wetenschappelijke naam van deze soort is voor het eerst geldig gepubliceerd in 1924 door Myers.